# フルスト原遺跡

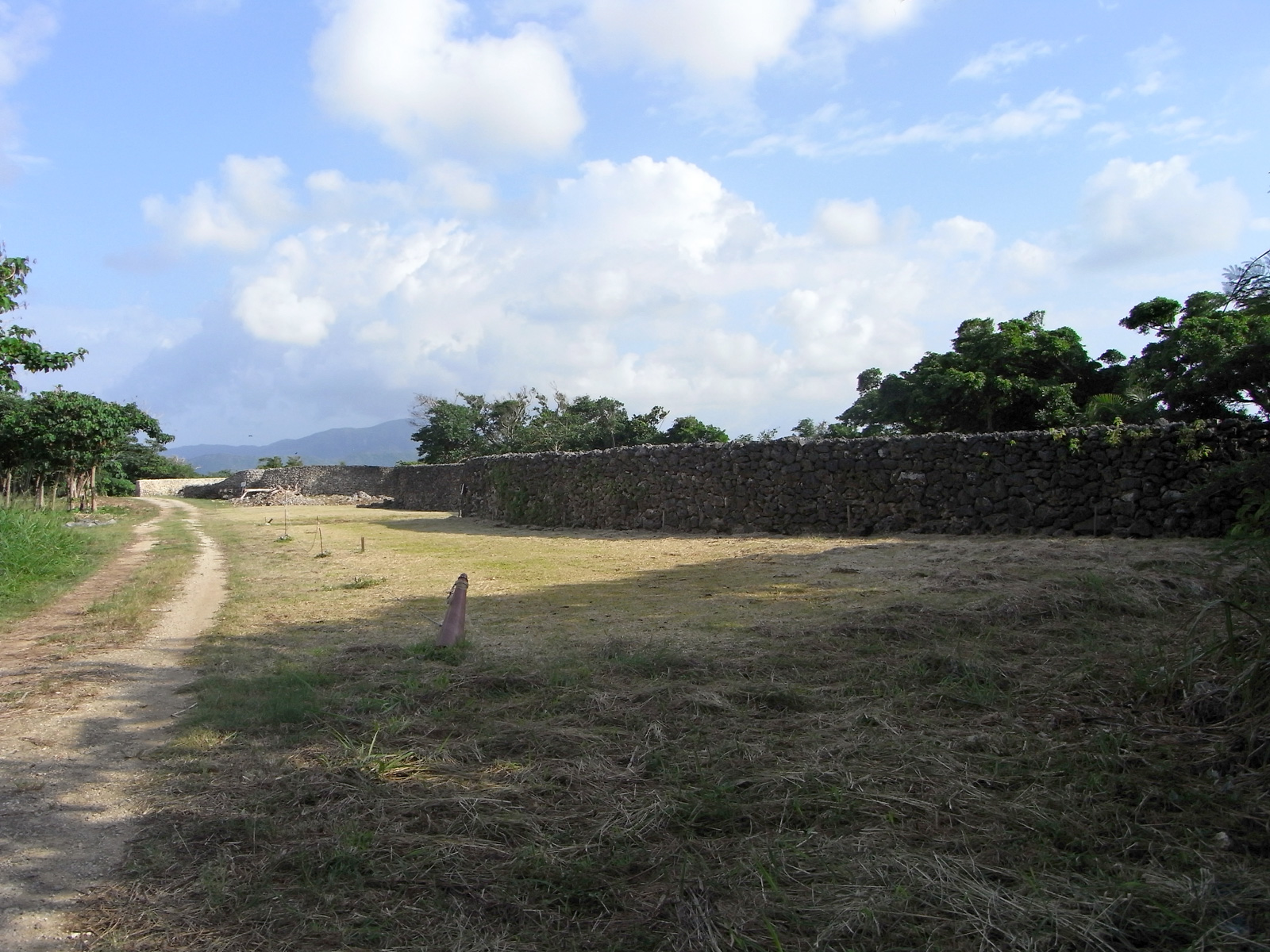
フルスト原遺跡

フルスト原遺跡（フルストばるいせき）は、沖縄県石垣市大浜にある遺跡。1978年（昭和53年）3月3日に国の史跡に指定されている。

## 概要
フルスト原遺跡は、石垣島南部の大浜地区に位置する。宮良湾を望む標高約25m、丘陵東側の高さ約20mの丘陵上にあり、史跡としての指定面積は、12.3ha。周囲に珊瑚性石灰岩（琉球石灰岩）を野積みした石壁を巡らし、敷地内には15基の郭状の石塁遺構、古墓、御嶽跡などが確認されている。敷地からは、中国製陶磁器や八重山焼の破片が出土している。
石塁遺構は、城（グスク）の特徴を備えているとも考えられるが、生活用品が多数出土する一方、武器が見当たらないことなどから、近年の研究では屋敷囲いの石垣としての性格が強いと考えられている。
古くからオヤケアカハチの居城跡であると言い伝えられてきた。オヤケアカハチは、15世紀に八重山列島に割拠した豪族のひとりで、大浜を本拠としたが、1500年にオヤケアカハチの乱を起こして琉球王国の尚真王に討伐され、以後、八重山列島は琉球王国の支配下に入った。
フルスト原遺跡をオヤケアカハチの居城とする史料はないが、オヤケアカハチが住んだとされる大浜地区には他に城跡が発見されておらず、琉球王国の歴史書である『球陽』においてオヤケアカハチが「嶮岨を負い、大海に面して」陣を構えたとする描写がフルスト原遺跡に当てはまることから、その可能性は充分にあると考えられている。ただし、近年の発掘で遺跡の存続年代は14世紀から16世紀後半とみられており、この遺跡はオヤケアカハチが活動した15世紀後半以前から存在していたことが分かっている。

## 整備
フルスト原遺跡の石塁遺構は、第二次世界大戦中に隣接する海軍石垣島南飛行場（通称平得飛行場。後の旧石垣空港）の爆弾痕を埋めるために持ち出されたり、畑に利用されたりする等されていたが、発掘調査で石積みの基礎部分が確認され、1992年からの保存修理事業によって、15基中7基の石積みが復元された。また、2016年度から、崖下にインフォメーション広場、駐車場、芝生広場を備えた広場の整備が行われている。
旧石垣空港は、2013年に新石垣空港の開港に伴い供用廃止され、跡地の再開発が計画されている。空港跡地のうち、この遺跡の南側に隣接する旧空港北東部は「歴史・文化ゾーン」とされ、博物館や石垣市伝統工芸館の移転等が予定されており、フルスト原遺跡と一体的に整備することが計画されている。

## アクセス
- 遺跡北側の幹線道路（市道タナドー線）から直接車で入ることが可能。ただし、進入路が舗装されていないので、見学の際には注意が必要である[3][2]。